# Johannes Ockeghem
Johannes Ockeghem ou Jean Ockeghem (né v. 1420 à Saint-Ghislain, tout près de Mons, Hainaut - mort le 6 février 1497 à Tours, France) est un compositeur de l'école franco-flamande de la seconde moitié du XVe siècle, considéré comme le chef de file de la génération de compositeurs entre Guillaume Dufay et Josquin des Prés.

## Naissance
Jusqu'ici, on en était réduit à des hypothèses à propos de son lieu de naissance. On a souvent pensé qu'il était né en Flandre-Orientale où il y a un village d'Okegem, près de Termonde (Dendermonde en néerlandais, actuellement en Belgique), aux environs de 1420. Mais il se disait lui-même originaire du Hainaut. On sait aujourd'hui par une découverte de Daniel Van Overstraeten que Jean Ockeghem est né à Saint-Ghislain, tout près de Mons.

## Biographie
On ne connaît pas grand-chose de la jeunesse de Johannes Ockeghem. Il a peut-être été un élève de Gilles Binchois. Après un bref passage à la cathédrale d'Anvers où il a été chapelain-chantre, il a fait sa carrière en France à la cour du duc de Bourbon, puis comme maître de chapelle du roi.
Le 1er octobre 1451, il fut engagé comme « premier chapelain » à la chapelle de Charles VII. Il fut, à partir de 1452, maître de la chapelle des rois de France, sous les règnes de Charles VII, Louis XI et Charles VIII. Il composa de nombreuses messes et chansons polyphoniques, qu'il interprétait lui-même de manière remarquée, comme le souligne Francesco Florio qui s'émerveillait de l'entendre dans la chapelle du château de Tours.
Entre 1456 et 1459, il est trésorier de l'abbaye Saint-Martin de Tours.
Depuis 1465 jusqu'à sa mort, il portait le titre de « maistre de la chapelle de chant du roy ».
Il a eu aussi une activité diplomatique qui l’a amené à voyager, entre autres en Espagne. Ses contemporains le voyaient comme un musicien de premier rang.
Vers 1480, ce sont ses œuvres et non plus celles de Guillaume Dufay qui ont été proposées comme modèles à ses contemporains, notamment par le brabançon Johannes Tinctoris (originaire de Nivelles) qui vivait à la cour du roi Ferdinand II d'Aragon à Naples et qui a rédigé d'importants traités de « musique pratique ».
Pour célébrer sa mémoire, Josquin Des Prés composa un lamento à cinq voix (La déploration de Johan Okeghem), sur le poème Nymphes des bois du poète Jean Molinet, conservé dans le Codex Medici.
"Acoutrez vous d'abitz de deuil:
Josquin, Brumel, Pierchon, Compère.
Et plorez grosses larmes de'oeil:
Perdu avez vostre bon père." (Extrait de la Déploration de Johan Okegehm de Josquin)

## Œuvres

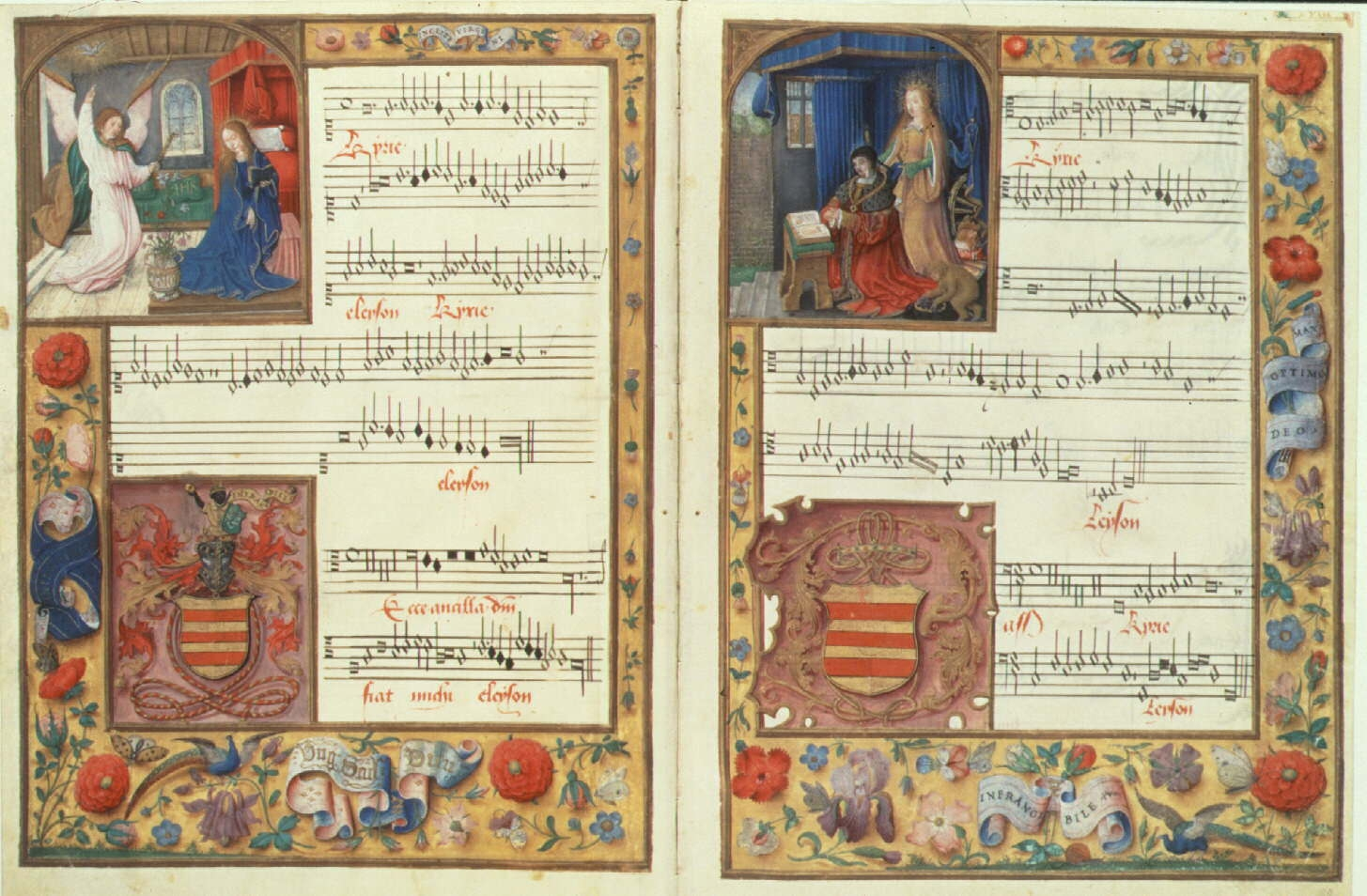
Kyrie de la messe Ecce ancilla Domini (« Voici la servante du Seigneur », extrait du Codex Chigi)

Parmi les 50 œuvres qui nous sont parvenues, on trouve 14 messes à teneur (c'est-à-dire basée sur une mélodie, le cantus firmus, qui peut être d'origine sacrée ou profane), 10 motets et 20 chansons. D’autres œuvres ont été perdues ou sont d’attribution douteuse.
Son Requiem (probablement composé en 1461 à la mort de Charles VII, ou en 1483 pour Louis XI) est le premier exemple connu de requiem polyphonique, celui de Guillaume Dufay, très probablement antérieur, ayant été perdu.
Sa Missa cuiusvis toni (Messe dans tous les tons) s'appelle ainsi car on peut la lire dans les quatre tons ecclésiastiques (protus ou mode de ré, deuterus ou mode de mi, tritus ou mode de fa et tetrardus ou mode de sol). Au lieu de la clef habituelle, qui indique un son fixe, est placé, en début de portée, un signe de congruence permettant au chanteur de placer la finale du ton dans la portée, c'est-à-dire la note sur laquelle le ton doit s'achever. Ainsi la même notation sera lue dans quatre échelles différentes, c'est-à-dire avec une disposition différente des demi-tons, avec un résultat sonore fort différent. L'enregistrement de l'Ensemble Musica Nova permet de procéder à cette comparaison (voir la discographie).
Autre exploit technique, la Missa prolationum (« Messe des prolations ») met en jeu différentes mesures en usage au XVe siècle afin de créer des canons. Dans le manuscrit, une seule voix est copiée mais elle est chantée par deux chanteurs à des vitesses différentes. Pour obtenir une polyphonie à quatre voix, le manuscrit ne comporte donc que deux parties. À cette complexité rythmique, s'ajoute le fait que le compositeur emploie dans ces canons tous les intervalles possibles : à l'unisson, à la tierce, à la quarte, à la quinte, à la sixte, à la septième et à l'octave. En outre, les chanteurs doivent ajouter la musica ficta qui désigne les altérations accidentelles le plus souvent non écrites à l'époque. Certains passages de cette messe sont particulièrement complexes à cet égard.
Le plus remarquable dans l'œuvre de Johannes Ockeghem réside sans doute dans le fait que la virtuosité technique déployée par le compositeur ne nuit en rien aux qualités expressives de sa musique, bien au contraire.

## Hommages
- (7343) Ockeghem, astéroïde

## Discographie
- Requiem, Harmonia Mundi HMA 999 (1975), Clemencic Consort, René Clemencic.
- Œuvre profane (intégrale), L’oiseau-lyre 395.083 (1982) The Medieval Ensemble of London, Peter & Timothy Davies.
- Requiem - Missa Mi-mi, EMI CDC 7 49213 2 (1985), The Hilliard Ensemble, Paul Hillier.
- Requiem, Harmonia Mundi HMD941441 (1993), Ensemble Organum, Marcel Perez.
- Intemerata Dei Mater (Mère de Dieu immaculée) - Ave Maria - Missa Ecce ancilla Domini (avec Jacob Obrecht et Josquin des Prés), Gaudeamus CD GAU 223 (1993), The Clerks' Group, Edward Wickham.
- Intemerata Dei Mater - Requiem - Missa prolationum, Naxos 8.554260 (1997), Musica ficta, Bo Holten.
- Missa De plus en plus et 6 chansons, Archiv 471727-2 (1997), Orlando Consort.
- Missa De plus en plus et Missa Au travail suis, Gimell CDGIM035 (2001), Tallis Scholars, Peter Phillips.
- Missa Cujusvis Toni, Æon ÆCD 0753 (2 CD-2007), Ensemble Musica Nova, Lucien Kandel, premier enregistrement des quatre versions. La partition a été préparée en collaboration avec Gérard Geay.
- Missa prolationum, Agogique AGO 008, Ensemble Musica Nova, Lucien Kandel. La partition a été préparée en collaboration avec Gérard Geay.